# Kuhlia sandvicensis
Espèce
Le poisson-pavillon réticulé (Kuhlia sandvicensis) est une espèce de poissons marins appartenant à la famille des Kuhliidae.